# Johannes Pietsch
Johannes Pietsch (Viena, 29 de abril de 2001), conhecido pelo seu nome artístico JJ, é um cantor e compositor austríaco. Representou a Áustria no Festival Eurovisão da Canção de 2025 com a música «Wasted Love», onde se sagrou vencedor com 436 pontos.

## Biografia
Johannes Pietsch nasceu em Viena, no seio de uma família abastada, filho de um especialista em computação austríaco e de uma chef filipina, e cresceu no Dubai. Em 2016, a família regressou à Áustria. Em 2020, participou na 9.ª temporada do The Voice UK, depois de ter falhado o prazo para participar no The Voice da Alemanha. No ano seguinte, participou na 5.ª temporada de Starmania, um show de talento da televisão pública da Áustria, onde chegou ao primeiro espetáculo final.
A 30 de janeiro de 2025, durante o programa de rádio Ö3-Wecker na Ö3, Johannes Pietsch foi oficialmente anunciado como representante da Áustria no Festival Eurovisão da Canção de 2025, em Basileia, na Suíça, onde actuou sob o nome artístico JJ. A sua canção, Wasted Love, co-composta por Teodora Špirić, foi apresentada em março de 2025.

## Estilo musical
O estilo musical de Johannes combina elementos de ópera e pop. Sendo um contratenor do tipo contralto com um alcance que chega ao registo de soprano, explora ambos os géneros através de uma abordagem vocal e interpretativa intensa e expressiva.

## Vida pessoal
Para além do seu alemão nativo, Johannes também fala inglês, francês e tagalo.

## Discografia

### Singles
- 2025 – Wasted Love